# Viola Liuzzo
Viola Liuzzo, född 11 april 1925 i California,  Pennsylvania, död 24 mars 1965 i Lowndes County, Alabama, var en medborgarrättsaktivist som mördades av Ku Klux Klan.
Liuzzo deltog i mars 1965 i en medborgarrättsmarsch mellan städerna Selma och Montgomery i Alabama. Efter marschen körde Liuzzo och en svart man, Leroy Moton, demonstranterna tillbaka från Montgomery till Selma. Medlemmar ur Ku Klux Klan fick syn på dem och körde ifatt dem. Ku Klux Klan-medlemmarna öppnade eld mot Liuzzos bil och träffade henne två gånger i huvudet; hon dog omedelbart.
Viola Liuzzo har blivit en symbol för medborgarrättskampen i USA.